# Alex Timossi Andersson
Alex Emilio Timossi Andersson (Helsingborg, 19 gennaio 2001) è un calciatore svedese, attaccante del Brommapojkarna.

## Caratteristiche tecniche
Nato come centravanti, nel periodo al Bayern Monaco è stato utilizzato anche come ala destra grazie alla sua buona agilità che lo rende un giocatore molto dinamico.

## Carriera

### Club
Cresciuto nel settore giovanile dell'Helsingborg, Timossi Andersson all'età di 15 anni ha giocato 12 partite nella quarta serie svedese con la maglia dell'HIF Akademi, squadra creata nell'ottica di far crescere giovani prospetti per l'Helsingborg.
Ha esordito in prima squadra il 17 aprile 2017 in occasione dell'incontro di Superettan pareggiato 1-1 contro il Gefle ed il 13 maggio seguente ha trovato la prima rete nel pareggio casalingo per 2-2 contro il Frej. Il 27 ottobre seguente è stato acquistato dal Bayern Monaco, con cui ha trascorso due stagioni con la formazione Under-19 giocando in due edizioni di UEFA Youth League.
Il 6 febbraio 2020 è stato ceduto in prestito fino a giugno alla sua ex squadra, nel frattempo promossa in Allsvenskan, trasferimento esteso in seguito fino al termine della stagione, la quale si è però conclusa con la retrocessione dei rossoblu.
Nel febbraio del 2021 il Bayern lo ha girato nuovamente in prestito, questa volta all'Austria Klagenfurt nella seconda serie austriaca. dove è rimasto fino al giugno 2022 giocando con continuità.
Nel luglio del 2022 è stato acquistato a titolo definitivo dagli olandesi dell'Heerenveen con un contratto fino all'estate del 2026. La sua permanenza nei Paesi Bassi è stata tuttavia limitata alla sola stagione 2022-2023, durante la quale ha ottenuto solo 12 presenze in Eredivisie, 3 in coppa nazionale e una in UEFA Europa Conference League.
Poco più di un anno più tardi, il 31 agosto 2023, visto il basso minutaggio prospettatogli, Timossi Andersson è tornato a far parte di una squadra svedese con l'acquisto da parte del Brommapojkarna.

### Nazionale
Ha giocato nelle nazionali giovanili svedesi Under-17 ed Under-19.

## Statistiche
Statistiche aggiornate al 9 novembre 2020.

### Presenze e reti nei club
| Stagione        | Squadra         | Campionato      | Campionato | Campionato | Coppe nazionali | Coppe nazionali | Coppe nazionali | Coppe continentali | Coppe continentali | Coppe continentali | Altre coppe | Altre coppe | Altre coppe | Totale | Totale | Totale |
| Stagione        | Squadra         | Comp            | Pres       | Reti       | Comp            | Pres            | Reti            | Comp               | Pres               | Reti               | Comp        | Pres        | Reti        | Pres   | Reti   |        |
| --------------- | --------------- | --------------- | ---------- | ---------- | --------------- | --------------- | --------------- | ------------------ | ------------------ | ------------------ | ----------- | ----------- | ----------- | ------ | ------ | ------ |
| 2017            | Helsingborg     | S1              | 18         | 2          | CS              | 2               | 0               |                    | -                  | -                  |             | -           | -           | 20     | 2      |        |
| 2018            | Helsingborg     | S1              | 9          | 0          | CS              | 3               | 3               |                    | -                  | -                  |             | -           | -           | 12     | 3      |        |
| 2020            | Helsingborg     | A               | 25         | 4          | CS              | 1               | 0               |                    | -                  | -                  |             | -           | -           | 26     | 4      |        |
| Totale carriera | Totale carriera | Totale carriera | 52         | 6          |                 | 6               | 3               |                    | 6                  | 1                  |             | -           | -           | 0      | 0      |        |